# Сарбен (Небраска)
Сарбен (енгл. Sarben) насељено је место без административног статуса у америчкој савезној држави Небраска.

## Демографија
По попису из 2010. године број становника је 31.
| Група             | 2000.    | 2010.      |
| Белци             | 0 (0,0%) | 25 (80,6%) |
| Афроамериканци    | 0 (0,0%) | 1 (3,2%)   |
| Азијати           | 0 (0,0%) | 0 (0,0%)   |
| Хиспаноамериканци | 0 (0,0%) | 5 (16,1%)  |
| Укупно            | 0        | 31         |